# Christine Pascal
Christine Pascal   (segon districte de Lió, 29 de novembre de 1953 - Garches, 31 d'agost de 1996) va ser una actriu, escriptora i directora francesa.

## Biografia
Nascuda a Lió, Roine, Pascal va debutar al cinema als 21 anys a Les Guichets du Louvre (1974) de Michel Mitrani, i va començar una associació amb Bertrand Tavernier amb la seva següent pel·lícula, El rellotger de Saint Paul (1974). Altres pel·lícules amb Tavernier foren Que la fête commence (1975), per la qual va rebre una nominació al César a la millor actriu secundària; El jutge i l'assassí (1976); Des enfants gatés (1977), del que va coescriure el guió; i Al voltant de mitjanit. També apareix a les pel·lícules Les Guichets du Louvre (1974), La Meilleure façon de marcher (1976), Les senyoretes de Wilko (1979), Coup de foudre (1983), i Le Grand Chemin (1987). Va debutar com a directora amb Félicité, i també va dirigir La Garce, Zanzibar, Le Petit prince a dit (guanyadora del Premi Louis-Delluc) i Adultère, mode d'emploi.
Pascal havia contemplat el suïcidi en diversos moments de la seva vida, i Félicité, la primera pel·lícula que va dirigir, s'obre amb una escena de suïcidi. L'any 1984, quan li van preguntar com li agradaria morir, va dir: "En me suicidant, le moment venu". ("Matant-me, quan arribi el moment")
El 1996, mentre s'allotjava en un hospital psiquiàtric al suburbi parisenc de Garches, Pascal es va suïcidar saltant per una finestra. Fou sebollida al Cementiri de Père Lachaise a París. L'any 2003, el psiquiatre que cuidava Pascal va ser condemnat a un any de presó per no prendre les mesures oportunes per evitar el seu suïcidi.

## Filmografia

### Com a actriu
| Any  | Títol                                        | Paper                  | Notes                     |
| ---- | -------------------------------------------- | ---------------------- | ------------------------- |
| 1974 | El rellotger de Saint-Paul                   | Liliane Torrini        |                           |
| 1974 | Les Guichets du Louvre                       | Jeanne                 |                           |
| 1975 | Que la fête commence...                      | Emilie                 |                           |
| 1975 | Cécile ou La Raison des femmes: Vivre à deux | Cécile                 | minisèrie de televisió    |
| 1975 | Le docteur noir                              | Pauline                | telefilm                  |
| 1976 | La meilleure façon de marcher                | Chantal                |                           |
| 1976 | El jutge i l'assassí                         | un dels vguistes       | Sense acreditar           |
| 1977 | Rendez-vous en noir                          | la núvia               | minisèrie de televisió    |
| 1977 | Les Indiens sont encore loin                 | Lise                   |                           |
| 1977 | L'imprécateur                                | Betty Saint-Ramé       |                           |
| 1977 | Des enfants gâtés                            | Anne Torrini           |                           |
| 1978 | Chaussette surprise                          | Juliette               |                           |
| 1979 | On efface tout                               | Anne Glizer            |                           |
| 1979 | Les senyoretes de Wilko                      | Tunia                  |                           |
| 1979 | Félicité                                     | Félicité               |                           |
| 1979 | Paco l'infaillible                           | Maria                  |                           |
| 1980 | Le Chemin perdu                              | Liza                   |                           |
| 1981 | Au bon beurre                                | Josette                | Sèries de televisió       |
| 1981 | Das Haus im Park                             | Simone                 | telefilm                  |
| 1982 | Bonbons en gros                              | Jeannette              | telefilm                  |
| 1983 | Coup de foudre                               | Sarah                  |                           |
| 1983 | Cinéma 16                                    | Isabelle               | Sèries de televisió       |
| 1983 | Faux fuyants                                 | la cineasta            |                           |
| 1983 | Elle voulait faire du cinéma                 | Alice Guy-Blaché       | telefilm                  |
| 1985 | Train d'enfer                                | Isabelle               |                           |
| 1985 | Signé Charlotte                              | Christine              |                           |
| 1985 | Elsa, Elsa                                   | la "veritable" Elsa    |                           |
| 1986 | Al voltant de mitjanit                       | Sylvie                 |                           |
| 1987 | Le Grand Chemin                              | Claire (mare de Louis) |                           |
| 1987 | Promis... juré!                              | Madeleine              |                           |
| 1988 | La travestie                                 | Christine              |                           |
| 1988 | La couleur du vent                           | Hélène Plazy           |                           |
| 1989 | Série noire                                  | Corinne                | Episodi: "Main pleine"    |
| 1989 | Pause-café                                   | Josiane Vernon         | Episodi: "La traverse"    |
| 1990 | Navarro                                      | Sylvie Rivette         | Episodi: "Fils de périph" |
| 1990 | L'ami Giono: Le déserteur                    | Marie-Jeanne           | telefilm                  |
| 1990 | Le sixième doigt                             | Viviane                |                           |
| 1990 | A Ilha                                       | Linda Walsh            | Curt                      |
| 1991 | Rien que des mensonges                       | Lise                   |                           |
| 1992 | La femme de l'amant                          | Laetitia               | telefilm                  |
| 1994 | Regarde les hommes tomber                    | Sandrine               |                           |
| 1994 | Les patriotes                                | Laurence               |                           |
| 1994 | Le sourire                                   | Chantal                | (darrer paper)            |

### Com a directora
| Any  | Títol                   | Notes                                                         |
| ---- | ----------------------- | ------------------------------------------------------------- |
| 1979 | Félicité                |                                                               |
| 1985 | La Garce                |                                                               |
| 1989 | Zanzibar                |                                                               |
| 1992 | Le Petit Prince a dit   | Nominada al César a la millor pel·lícula i al millor director |
| 1995 | Adultère, mode d'emploi |                                                               |

## Premis i nominacions
| Any  | Resultat  | Premi                                         | Categoria                | Pel·lícules o sèries                               |
| ---- | --------- | --------------------------------------------- | ------------------------ | -------------------------------------------------- |
| 1976 | Nominat   | Premis César                                  | Millor actriu secundària | Que la fête commence                               |
| 1993 | Nominat   | Premis César                                  | Millor pel·lícula        | Le Petit prince a dit                              |
| 1993 | Nominat   | Premis César                                  | Millor director          | Le Petit prince a dit                              |
| 1992 | Guanyador | Premi Louis-Delluc                            | Prix Louis Delluc        | Le Petit prince a dit                              |
| 1992 | Guanyador | Festival Internacional de Cinema de Mont-real | Millor guió              | Le Petit prince a dit (compartit amb Robert Boner) |